# 克林頓鎮區 (印地安納州埃爾克哈特縣)
克林頓鎮區（英語：Clinton Township）是位於美國印地安納州埃爾克哈特縣的一個行政鎮區。

## 地方資料
根據2010年美國人口普查的數據，克林頓鎮區的面積為92.70平方千米，當中陸地面積為92.50平方千米，而水域面積為0.20平方千米。當地共有人口4624人，而人口密度為每平方千米49.88人。